# تشيه (مقاطعة دلفان)
تشيه (بالفارسية: چیه) هي قرية تقع في قسم ايتيوند الجنوبي الريفي (مقاطعة دلفان) في إيران. يقدر عدد سكانها بـ 194 نسمة بحسب إحصاء 2016.